# Irina Abíssova
Irina Alekséievna Abíssova –en rus, Ирина Алексеевна Абысова– (Moscou, 7 de novembre de 1980) és una esportista russa que va competir en triatló, guanyadora de quatre medalles al Campionat Europeu de Triatló entre els anys 2009 i 2013.

## Palmarès internacional
| Campionat Europeu | Campionat Europeu       | Campionat Europeu | Campionat Europeu |
| Any               | Lloc                    | Medalla           | Prova             |
| ----------------- | ----------------------- | ----------------- | ----------------- |
| 2009              | Holten ( Països Baixos) | 3                 | Relleu mixt       |
| 2010              | Athlone ( Irlanda)      | 1                 | Relleu mixt       |
| 2012              | Eilat ( Israel)         | 1                 | Relleu mixt       |
| 2013              | Alanya ( Turquia)       | 2                 | Relleu mixt       |